# Комсомольський сільський округ (Сарикольський район)
Комсомо́льський сільський округ (каз. Комсомол ауылдық округі, рос. Комсомольский сельский округ) — адміністративна одиниця у складі Сарикольського району Костанайської області Казахстану. Адміністративний центр — село Комсомольське.
Населення — 874 особи (2021; 1614 у 2009, 2087 у 1999, 2635 у 1989).
Станом на 1989 рік існувала Комсомольська сільська рада (села Комсомольське, Косколь, Чапаєвка, селище Ленінський).

## Склад
До складу адміністрації входять такі населені пункти:
| Населений пункт     | Старі назви | Населення, осіб (1989) | Населення, осіб (1999) | Населення, осіб (2009) | Населення, осіб (2021) |
| ------------------- | ----------- | ---------------------- | ---------------------- | ---------------------- | ---------------------- |
| Комсомольське, село | -           | 1473                   | 1143                   | 943                    | 560                    |
| Косколь, село       | -           | 624                    | 496                    | 315                    | 146                    |
| Ленінське, село     | Ленінський  | 273                    | 232                    | 200                    | 86                     |
| Чапаєвка, село      | -           | 265                    | 216                    | 156                    | 82                     |